# Margarete Hauptmann

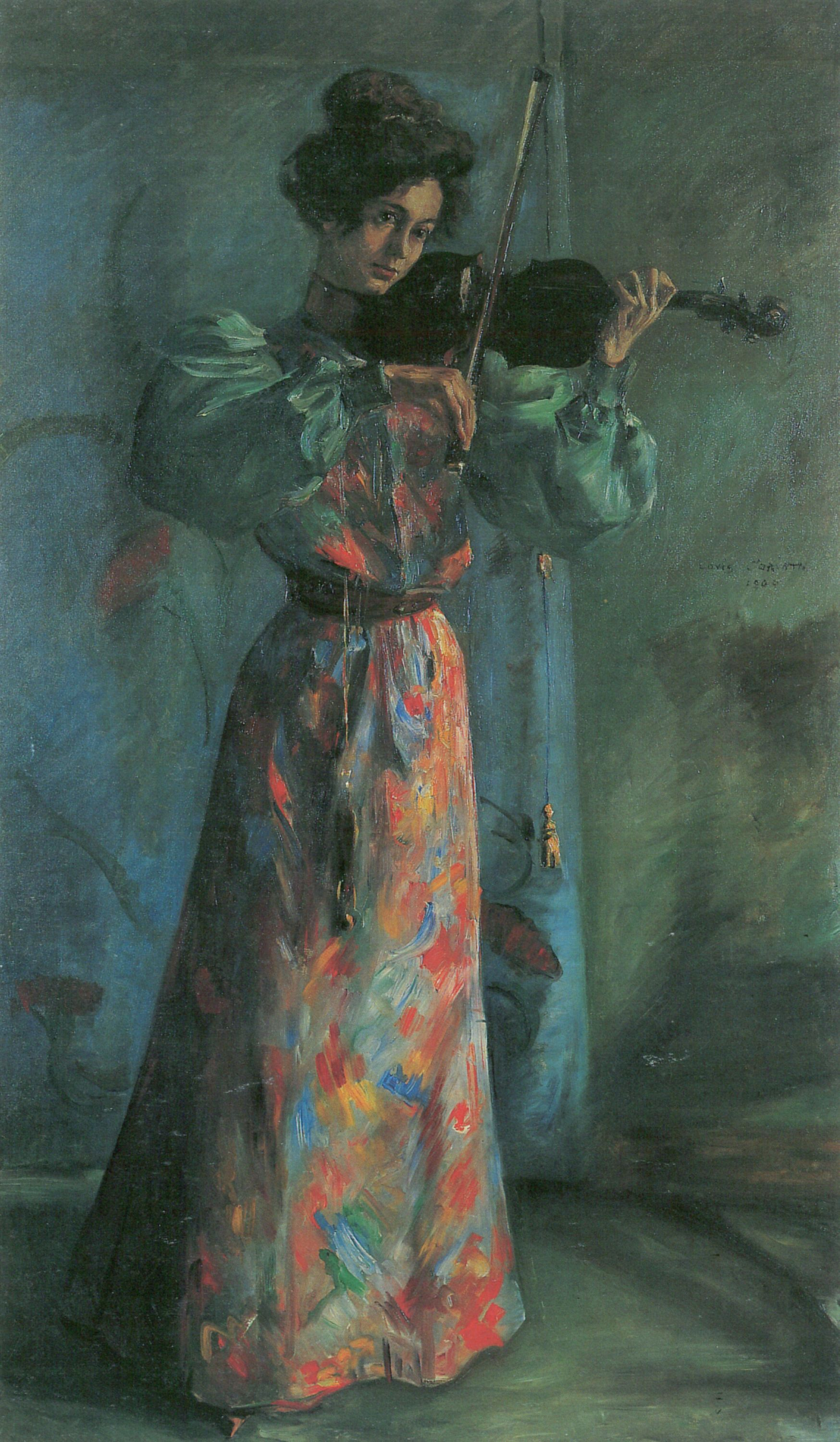
Porträt der Margarete Marschalk von 1900: Lovis Corinth: Die Geigenspielerin

Margarete Hauptmann, geb. Marschalk (* 7. Januar 1875 in Berlin; † 17. Januar 1957 in Schäftlarn, Ortsteil Ebenhausen) war eine friedenspolitisch engagierte deutsche Geigerin und Schauspielerin. Sie war die zweite Ehefrau Gerhart Hauptmanns und die jüngere Schwester des Komponisten Max Marschalk.

## Leben
Ihre Eltern waren Fritz und Laura Marschalk. Zunächst als Geigerin bei Joseph Joachim ausgebildet, arbeitete sie ab 1894 als Schauspielerin bei Otto Brahm am Deutschen Theater Berlin. 1895 wechselte sie ans Lobe-Theater Breslau. 1901 bezog sie gemeinsam mit Gerhart Hauptmann das Haus Wiesenstein im niederschlesischen Agnetendorf. Im Jahr zuvor hatte sie ihren gemeinsamen Sohn Benvenuto (1900–1965) in Giersdorf-Hain (Przesieka)  im Riesengebirge zur Welt gebracht. Ein zweiter Sohn, Gerhart Erasmus, starb 1910 kurz nach der Geburt.
Am 18. September 1904 heiratete sie Hauptmann, nachdem er von seiner ersten Frau Marie geb. Thienemann (1860–1914) geschieden worden war. Durch seine Liebesbeziehung zu der Schauspielerin Ida Orloff geriet auch die neue Ehe vorübergehend in eine Krise.
Als Gastgeberin auf dem Wiesenstein begrüßte Margarete Hauptmann Besucher wie den Lyriker Oskar Loerke, der als Pianist mit ihr musizierte; man tauschte Noten und Geschenke aus. Gelegentlich trat sie auch noch öffentlich als Geigerin auf, so etwa im Februar 1918 bei einem Wohltätigkeitskonzert in Hamburg. 1931 zählte sie – gemeinsam mit Anita Augspurg, Gertrud Bäumer, Vicki Baum, Helene Böhlau, Katia Mann und Ina Seidel – zu den Gründungsmitgliedern der von Constanze Hallgarten ins Leben gerufenen deutschen Gruppe der Ligue internationale des Mères et des Educatrices pour la Paix (Weltfriedensbund der Mütter und Erzieherinnen). Nach Hauptmanns Tod und der Vertreibung aus Schlesien 1946 übersiedelte sie ins oberbayerische Ebenhausen; im dortigen Sanatorium verstarb sie 1957. Ihre Urne wurde am 6. Juni 1983 im Grab ihres Mannes in Kloster auf der Insel Hiddensee beigesetzt.